# La balada de la mala sort
La balada de la mala sort (títol original en anglès, Hard Luck Love Song) és una pel·lícula de drama romàntic estatunidenc del 2020 dirigida per Justin Corsbie en el seu debut com a director i protagonitzada per Michael Dorman, Sophia Bush, Dermot Mulroney, Eric Roberts, Brian Sacca, Melora Walters i RZA. Es basa en la cançó "Just Like Old Times" de Todd Snider. S'ha doblat i subtitulat al català.
Es va estrenar en una selecció de cinemes el 15 d'octubre de 2021. Va rebre crítiques mixtes i positives.

## Repartiment
- Michael Dorman com a Jesse
- Sophia Bush com a Carla
- RZA com a Louis
- Dermot Mulroney com a Rollo
- Brian Sacca com l'oficial Zach
- Melora Walters com a Sally
- Eric Roberts com a Skip

## Càsting
Dorman i Bush es van anunciar com a protagonistes de la pel·lícula el 16 de juliol de 2018. Mulroney i Walters van ser elegits per a la pel·lícula el 23 de juliol de 2018.

## Estrena
La pel·lícula es va estrenar al Festival de Cinema d'Austin el 24 d'octubre de 2020.
El 19 de juliol de 2021, Roadside Attractions va adquirir els drets de distribució de la pel·lícula i va establir l'estrena el 15 d'octubre de 2021.